# Reichsmarine

La Reichsmarine (armada nacional) era el nom de l'armada alemanya durant la República de Weimar i els dos primers anys de l'Alemanya nazi. Era la branca naval de la Reichswehr (Defensa del Reich). Va existir entre 1918 i 1935, quan va ser reanomenada pels nazis en Kriegsmarine (armada de guerra).

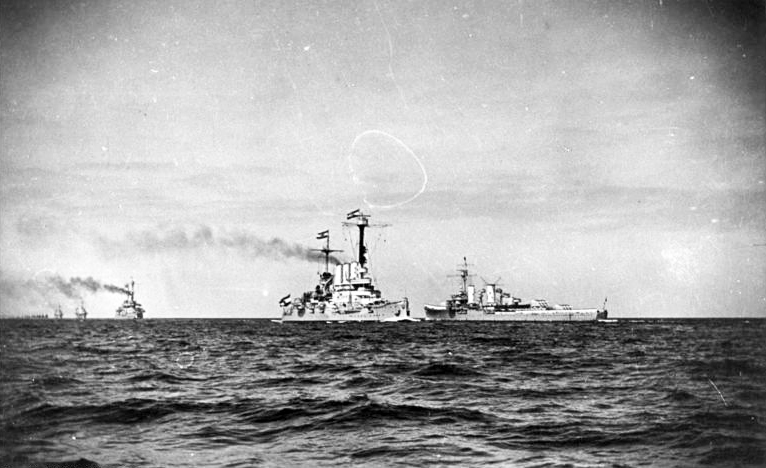
Unitats de la Reichsmarine en les maniobres de 1929. A la dreta, un creuer de la classe K

A la fi de la Primera Guerra Mundial i amb la dissolució de la Kaiserliche Marine, es va crear una força naval amb el nom de Vorläufige Reichsmarine (armada nacional provisional).

## Extensió i equipament
El Tractat de Versalles del 1919 limitava la grandària i l'equipament de la Reichsmarine i posava límits a la seva modernització. Les forces aliades es trobaven entre dos objectius contradictòries. D'un costat, volien evitar que Alemanya tornés a esdevenir una amenaça per a les potències aliades. D'un altre costat, desitjaven mantenir-la Reichsmarine prou fort com a defensa en el Bàltic contra la força emergent de la Unió Soviètica.
Els articles 181 a 209 de Tractat de Versalles limitaven tan l'equip com el personal. No podia tenir més de 15.000 homes amb un màxim de 1.500 oficials i prohibia que els mariners civils tinguessin una formació militar. Limitava la flota a 6 cuirassats, 6 creuers i 12 destructors, 12 torpediners, 38 dragamines, 8 auxiliars, vaixells guardacostes, 8 guardapesques, 2 vaixells exploradors, 6 paquebots i un veler d'entrenament. No podien tenir qualsevol submarí ni tampoc per raons comercials. El tonatge dels naus per reemplaçar naus obsoletes era limitat a 10.000 t per a creuers, 6.000 t per a creuers lleugers, 800 t per a destructors i 200 t per a torpediners.
Era permès reemplaçar vaixells petits de més de 15 anys o 20 anys per als cuirassats. La Reichsmarine va començar construint el 1924 un successor del Niobe botat en 1899, i el 1929 un successor del Preussen, botat el 1903. Alemanya, va provar de eludir les limitacions mitjançant innovacions tecnològiques i armament secret.

## Vaixells de la Reichsmarine

### Vaixells procedents de la Kaiserliche Marine
- Classe Deutschland
  - Schleswig-Holstein (1908-1944)
  - Hannover (1907-1944) des de 1931 vaixell per a avaluació de dany de mines
  - Schlesien (1908-1945)
- Classe Braunschweig
  - Braunschweig (1904-1932)
  - Elsaß (1904-1936)
  - Lothringen (1904-1931)
  - Preußen(1903 - 1945), transformat en proveïdor de dragamines el 1919
  - Hessen, transformat en vaixell objectiu per ràdio control
- Classe Wittelsbach
  - Zähringen (1899-1960)[7]

Creuers
- Classe Bremen: Berlin (1906-1929) & Hamburg (1908-1931)
- Classe Gazelle: Nymphe (1900-1931), Niobe (1900-1925) (1943); (després de ser capturat a Itàlia), Thetis (1901-1929), Amazone (1901-1931), Medusa (1901-1929), Cap Arcona (1903-1945)

Grans torpediners (destructors)
- Classe V1: V-1, V-2, V-3, V-5, V-6
- Classe G7: G-7, G-8, G 10, G 11
- Classe S-13: S-18, S-19, S-23
- Classe B-122: B-123
- Classe V-170: V-175
- Classe V-178: S-185
- Classe H-186: H-190, H-196

Torpediners
- Classe S-131: T-139
- Classe V-125: T-141, T-143, T-144
- Classe H-145: T-146
- Classe G-148: T-148, T-149
- Classe V-150: V-151
- Classe S 152: T-152, T-153, T-154, T-155, T-157
- Classe V-158: T-158
- Classe H-166: T-168

Caçasubmarins
- UZ 27 - 20 baixa al febrer de 1936, lliurat a la SA
- IP 28 - 16 baixa al maig de 1934, lliurat a la SA
- IP 29 - 20 baixa al febrer de 1936, lliurat a la SA
- UZ 30 – baixa el 1923, convertit en vaixell d'operacions de vol, donat de baixa el 1927, lliurat a la Duana
- IP 31 - baixa el 1923, convertit en vaixell d'operacions de vol.
- UZ 32 - baixa
- IP 33 – baixa
- IP 34 - baixa el 16 de maig de 1934, lliurat a la SA
- UZ 35 – baixa el 9 de juny de 1936, lliurat a la SA

Vaixells auxiliars
- Vaixells escola: Niobe (a vapor) (1921-1926) i Gorch Fock (vela), encara actiu[8]
- Vaixells de ràdio control: Zähringen (1902-1945), Hessen
- Proveïdor de dragaminas: Preußen (1903 - 1945) des de 1919

### Reemplaçament dels vells vaixells
Cuirassats
- Classe Deutschland: Deutschland (1933-1948) successor del Preußen & Admiral Scheer (1934-1945) successor del Braunschweig

Creuers
- Classe Emden: Emden (1925-1945) pel Niobe
- Classe K: Königsberg (1929-1940) pel Thetis, Karlsruhe (1929-1940) pel Medusa, Köln (1930-1945) pel Arcona
- Classe Leipzig: Leipzig (1931-1946) pel Amazone, Nürnberg (1935-1945) pel Nymphe

Destructors
- Leberecht Maass (Z-1), Georg Thiele (Z-2), Max Schultz (Z-3), Richard Beitzen (Z-4)

Torpediners
- Classe rapinyaire: Möwe (1926), Seeadler (1926), Greif (1926), Albatros (1926), Kondor (1926), Falke (1926)
- Classe carnivors: Wolf (1927), Iltis (1927), Luchs (1928), Tiger (1928), Jaguar (1928), Leopard (1928)

Llanxes ràpides
- IP, S 11 (1927) - 1828 proves, lliurat a la Lutfwafe el 14 de juny de 1930
- IP, S 12 (1925) - 1929 proves, baixa el 31 de març de 1931; venut
- IP S 13 (exLM 20) – reconstruït el 1926, baixa el 31 de març de 1931; venut
- IP S 14 (exLM 22) - reconstruït el 1926, baixa el 31 de març de 1931; venut
- IP S 15 (exLM 23) - reconstruït el 1926, baixa el 9 de juny de 1933; venut
- IP S 16 (exLM 27) - reconstruït el 1926, baixa el 7 d'agost de 1930; venut
- IP S 17 (exLM 28) – reconstruït el 1926, baixa el 9 de juny de 1933; venut
- IP S 18 (exNarwhal) - 1928 proves, baixa el 31 de març de 1931; venut
- IP S 19 (exLusi 1) – construït el 1930 en servei el 6 de setembre de 1932; venut
- IP S 20 (exLM 16) - reconstruït el 1926, baixa el 31 de març de 1931; venut
- IP S 21 (exLM 21) - reconstruït el 1926, baixa el 9 de juny de 1933.
- S 1 (1929) - 7 d'agost de 1930 com l'IP S 16 redenominada el 16 de març de 1932 com a S 1, venuda a Espanya el 10 de desembre de 1936, redenominada Badajoz (LT-15), baixa el 1944.
- S 2 (1932) – posada en servei el 22 d'abril de 1932 venuda a Espanya el 10 de desembre de 1936, redenominada Falange (LT-13), perduda el 1937
- S 3 (1932) - posada en servei el 27 de maig de 1932 venuda a Espanya el 10 de desembre de 1936, redenominada Oviedo (LT-12), baixa el 1940
- S 4 (1932) - posada en servei el 20 de juny de 1932 venuda a Espanya el 10 de desembre de 1936, redenominada Requeté (LT-11), baixa el 1946
- S 5 (1932) - posada en servei el 14 de juliol de 1932, 10 12 venuda a Espanya el 10 de desembre de 1936, redenominada Toledo (LT-14), baixa el 1944
- S 6 (1932) - posada en servei el 23 de novembre de 1933.
- S 7 (1933) - posada en servei el 10 d'octubre de 1934.
- S 8 (1934) - posada en servei el 6 de setembre de 1934 pontón en 1945.
- S 9 (1934) - posada en servei el 12 de juny de 1935, presa com a botí de guerra pels Estats Units.
- S 10 (1934) - posada en servei el 7 de març de 1935, presa com a botí de guerra pels Estats Units el 1945.
- S 11 (1934) - posada en servei el 3 d'agost de 1935 capturat per la Unió Soviètica el 1945.
- S 12 (1935) - posada en servei el 31 d'agost de 1935, presa com a botí de guerra pels Estats Units el 1945.
- S 13 (1935) - posada en servei el 7 de desembre de 1935, presa com a botí de guerra pel Regne Unit el 1945.